# アダマ・トラオレ (1990年2月生のサッカー選手)
アダマ・トラオレ（Adama Traoré, 1990年2月3日 - ）は、コートジボワール・ボンドークー出身のサッカー選手。

## 来歴
コートジボワールのEFYMを経て、オーストラリアに移籍した。2009年から2012年までゴールドコースト・ユナイテッドFCに所属後、メルボルン・ビクトリーFCへ移籍。 2014年にはオーストラリアの市民権を取得したが、欧州移籍を希望し、メルボルン・ビクトリーからの複数年契約を拒否した。
2014年夏にヴィトーリアSCへ移籍、2015年1月にFCバーゼルへ移籍。
2017年8月14日、ギョズテペSKに移籍。
2019年9月13日、メルボルン・ビクトリーに復帰。

## タイトル
FCバーゼル
- スーパーリーグ：3回
  - 2014-15, 2015-16, 2016-17
- スイス・カップ：1回
  - 2016-17